# دون بلاك (لاعب كرة مضرب)
دون بلاك هو لاعب كرة مضرب (وحمل سابقاً جنسية رودسيا)، ولد في 2 ديسمبر 1927 في Chegutu ‏ في زيمبابوي، وتوفي في 19 أكتوبر 2000 في زيمبابوي بسبب سرطان القولون.